# クリストファー・トレフィル
クリストファー・トレフィル（英語: Christopher Trefil, ハンガリー語: Trefil Kristóf トレフィル・クリストーフ、 1988年7月30日 - ）は、アメリカ合衆国出身、アメリカ、ハンガリーの男性フィギュアスケート選手（ペア）。2007年、2009年ハンガリーフィギュアスケート選手権優勝。パートナーはヴィクトリア・ヘクトなど。

## 経歴
元々アメリカでシングル、ペアで選手権に参加しており、2005-06年シーズンにはアマンダ・ドブスとペアを組みノービスクラスで全米選手権に進出した。
2007年にナタリー・ガネムとペアを組み、ハンガリーフィギュアスケート選手権に参加、ハンガリー所属として世界ジュニアフィギュアスケート選手権に出場した。
2009年、アメリカ在住のヴィクトリア・ヘクトと新たにペアを結成し、ハンガリー所属で国際大会に出場している。

## 主な戦績
| 大会/年              | 2005-06 | 2006-07 | 2007-08 | 2008-09 | 2009-10 |
| -------------------- | ------- | ------- | ------- | ------- | ------- |
| 欧州選手権           |         |         |         |         | 20      |
| ハンガリー選手権     |         |         | 1       |         | 1       |
| 全米選手権           | 5 N     |         |         |         |         |
| 世界Jr.選手権        |         |         | 20      |         |         |
| JGP B.シュベルター杯 |         |         |         |         | 14      |
| JGP トルン杯         |         |         |         |         | 11      |

### 詳細
| 2009-2010 シーズン    |                                                                |          |          |           |
| 開催日                | 大会名                                                         | SP       | FS       | 結果      |
| 2010年1月19日 - 20日  | ヨーロッパフィギュアスケート選手権（タリン）                   | 20 29.34 | -        | 20        |
| 2009年12月19日 - 20日 | ハンガリーフィギュアスケート選手権 シニアクラス（ブダペスト）  | 1 44.05  | 1 86.19  | 1 130.24  |
| 2009年10月2日 - 3日   | ISUジュニアグランプリ ブラオエン・シュベルター杯（ドレスデン） | 16 37.34 | 14 69.83 | 14 107.17 |
| 2009年9月10日 - 12日  | ISUジュニアグランプリ トルン杯（トルン）                       | 10 37.06 | 13 59.9  | 11 96.96  |

| 2009-2010 シーズン     |                                                  |          |          |          |
| 開催日                 | 大会名                                           | SP       | FS       | 結果     |
| 2008年2月25日 - 3月2日 | 世界ジュニアフィギュアスケート選手権（ソフィア） | 20 25.77 | 20 45.14 | 20 70.91 |